# Jacques Pronis
Jacques Pronis, ou de Pronis, est un administrateur colonial français, créateur du comptoir français de Fort-Dauphin en 1643. 
Protestant originaire de Normandie, il meurt le 23 mai 1655 à Madagascar, dont il fut le gouverneur de 1642 à 1648, puis le second de son remplaçant Étienne de Flacourt, en 1654-1655.

## Installation à Madagascar
À l'arrivée de Pronis au sud de Madagascar, en septembre 1642, huit français, dont François Cauche, sont présents depuis quatre ans, vivant de services.
Jacques Pronis  prend possession de l'île au nom du Roi de France. Il s'installe à Sainte-Luce (Manafiafy), mais le climat est malsain et une dizaine de marins décèdent. En 1643, Il découvre plus au sud, une presqu’île (Toalankaro) au relief élevé. C'est là qu'il décide d'installer son comptoir avec le renfort d'une soixantaine de volontaires débarqués d'un second navire. Fort-Dauphin était créé.
Pronis s’autoproclame gouverneur du Fort. Il entretient une relation intime avec une femme de la région. Cela irrite les Français car il gaspille les biens de la Compagnie d'Orient qui l'emploie au profit des parents de sa conjointe. De leur côté, les autochtones sont hostiles à l’installation française. 
En 1646, une révolte éclate car les affaires commerciales ne marchent pas comme prévu. Pronis exile sur la future île de La Réunion douze mutins dont le meneur Jean Leclerc dit des Roquettes. Ils y resteront jusqu'en 1649 constituant la première population connue de cette île.
En 1647, les actionnaires de la Compagnie envoient Étienne de Flacourt qui limoge Pronis en 1648. Après un retour en France, il reviendra en 1654 et remplacera de Flacourt revenu en métropole pour ses affaires, mais il décédera l'année suivante.